# آیتر
آیتر (به یونانی: Αιθηρ, Aithêr) یکی از ایزدان نخستین در اساطیر یونانی که تجسم شخصیت روشنایی، هوای ملایم بر فراز آسمان‌ها و مادهٔ اصلی به وجود آورنده نور بود. در فلسفه ساخت نظام گیتی یونان، او فرزند اربوس (تاریکی) و نوکس (شب) و برادر و همسر همرا به شمار می‌رفت. از او به عنوان روح جهان که تمام زندگی‌ها از او سرچشمه می‌گیرند یاد شده‌است. بر فراز او گنبد استوار ایزد آسمان‌ها اورانوس، و در زیر، مه شفاف در هوای محدود به زمین قرار داشتند. در هنگام غروب، مادرش نوکس پردهٔ تاریکی خود را بین آیتر قرار داده تا شب را برای انسان‌ها به ارمغان بیاورد. و هر روز صبح، خواهرش همرا، با پراکنده سازی مه‌ها نور درخشان روز را آشکار می‌سازد. شب و روز را به عنوان دو عنصر کاملاً مستقل از خورشید در خلقت و پیدایش عالم وجود باستان، در نظر می‌گرفتند.
آیتر جزوه یکی از سه «فضای» موجود بود. فضای تحتانی خائوس نام داشت که تودهٔ بی‌شکل و درهم و برهم که عوامل پیش از آفرینش جهان را فرا گرفته بود. فضای میانی اربوس بود، مه‌های تاریکی، که مکان‌های جهان زیرزمین و قلمرو مردگان را احاطه کرده بود، و سومین، فضای فوقانی آیتر که غبار نور و خانهٔ ایزدان در آسمان بود.